# شهيباء رمادية
شهيباء رمادية (الاسم العلمي: Lallemantia canescens) هي نوع نباتي يتبع جنس الشهيباء من الفصيلة الشفوية.

## تسميات
لاليمانتيا رمادية، شهيباء لازوردية، فرقعة زرقاء، رأس التنين.